# Navajún
Navajún è un comune spagnolo situato nella comunità autonoma di La Rioja.